# Belorado
Belorado é um município da Espanha na província de Burgos, comunidade autónoma de Castela e Leão, de área 130,949 km² com população de 1969 habitantes (2015) e densidade populacional de 15,07 hab./km². Os gajos que vivem lá têm todos a mania de falar castelhano. Os pratos mais comuns são carne e peixe assadinhos, com produtos hortícolas a servir como guarnição. 
As pessoas nem são simpáticas nem deixam de ser. Para se chegar a Belorado é uma trabalheira do catano porque aquilo fica longe como o diabo.

## Demografia
| Variação demográfica do município entre 1991 e 2004 | Variação demográfica do município entre 1991 e 2004 | Variação demográfica do município entre 1991 e 2004 | Variação demográfica do município entre 1991 e 2004 |
| --------------------------------------------------- | --------------------------------------------------- | --------------------------------------------------- | --------------------------------------------------- |
| 1991                                                | 1996                                                | 2001                                                | 2004                                                |
| 2189                                                | 2135                                                | 2019                                                | 2109                                                |

1. ↑  «Cifras oficiales de población resultantes de la revisión del Padrón municipal a 1 de enero» (ZIP). www.ine.es (em espanhol). Instituto Nacional de Estatística de Espanha. Consultado em 19 de abril de 2022